# Jens Jørgen Jensen-Onsted
 Der er flere personer med dette navn, se Jens Jensen.
Jens Jørgen Jensen, kaldet Jensen-Onsted (født 1. januar 1860 i Virring, død 29. august 1933 i Torrild) var en dansk trafikminister.

## Ungdom
Jens Jørgen Jensen var søn af husmand og stenhugger Jens Pedersen fra Tulstrup og Ane Johanne f. Nielsen fra Ingerslev. Jens Pedersen bar tilnavnet Norge, uklart hvorfor.
I syv år gik Jensen i Virring Skole, fra 1868 til 1875, og efter hans konfirmation flyttede familien til et hus på Ellelausvej i Hvolbæk. Jensen arbejdede som tjenestekarl på forskellige gårde, indtil han i 1881 tog til det forjættede USA, hvor han bosatte sig i staten Ohio sammen med en ven fra fædrelandet.
Inden da var Jensen blevet forlovet med sin fremtidige ægtefælle. Hun bar navnet Johanne Rasmussen og stammede fra Svejstrup Østergaard mellem Skanderborg og Ry. Hun forblev i Danmark, men da hun ikke havde lyst til at bryde med familie og venner, tog Jens Jørgen Jensen hjem til Danmark. I 1886 blev han gift med hende, og han må have opbygget en formue i sin tid i Nordamerika, for han var i stand til at købe en lille gård i Mesing. Muligvis er han blevet understøttet økonomisk af ægtefællens formuende familie.

## Politisk karriere
I 1895 gik han ind i lokalpolitik, idet han blev han valgt til det lokale sogneråd i Adslev-Mesing, hvor han blev kasserer og fra 1897 var formand. Året efter stillede han op ved folketingsvalget for Venstrereformpartiet i Bjerrekredsen, men blev ikke valgt.
I 1899 flyttede ægteparret til Onsted nær Odder, hvor han købte Onstedgaard med den nuværende adresse Hvilstedvej 4. Ved det skelsættende folketingsvalg i 1901 efter Systemskiftet blev han valgt i Bjerrekredsen og beholdt sit mandat ved valget i 1903. På tinge blev han kaldt Jensen-Onsted, da der var mange bønder med efternavnet Jensen i Folketinget. Hans mærkesager blev husmandssagen, afholdssagen og trafikpolitik.
På dagsordenen var opførelsen af en Lillebæltsbro, hvilket Jensen-Onsted var modstander af. Han var heller ikke tilhænger af at gøre den fynske hovedbane dobbeltsporet. Til gengæld støttede han en udvidelse af jernbanen fra Roskilde over Holbæk til Kalundborg, og han anbefalede en færgeforbindelse mellem Kalundborg og Juelsminde, hvilket ikke kan overraske, da Juelsminde lå i den valgkreds, der havde valgt ham.
Et eventuelt salg af De Vestindiske Øer til USA var i de år på dagsordenen, og efter at Landstinget i 1902 havde nedstemt en traktatudkast om et salg af øerne, blev der nedsat en kommission, der skulle finde på forslag om ophjælpning af øernes slette økonomi. Danmark og USA havde forhandlet om øernes fremtid siden 1864, og i de mellemliggende år var der ikke blevet foretaget investeringer i den danske koloni.
Jensen-Onsteds engelske sprogkundskaber gjorde ham til selvskreven som Folketingets mand i den kommission, der besøgte øerne i tre måneder i året 1903. Et ubekræftet rygte vil vide, at han skulle have fået tilbud om at blive guvernør på øerne, men den nye guvernør blev i stedet kommissionens formand, departementschef F.T.M.M. Nordlien fra Ministeriet for offentlige Arbejder.
1905 blev et dramatisk år i dansk politik, for dette år blev Det Radikale Venstre dannet. Venstrereformpartiet, der havde regeringsmagten, stod dybt splittet om udgifterne til Forsvaret og forholdet til Københavns Befæstnings status, og en række politikere, heriblandt Jens Jørgen Jensen-Onsted, brød med deres gamle parti og dannede et nyt antimilitaristisk parti. Partiet var dog ikke mere nyt, end at det var kulminationen på en strømning inden for Venstre, der gik tilbage til Viggo Hørup.
Ved folketingsvalget i 1906 røg Jensen-Onsted ud af Rigsdagen, men på sin lokale egn blev han i 1907 indvalgt i sognerådet i Astrup-Tulstrup-Hvilsted, hvor han straks blev formand. Da han i 1909 genopstillede som radikal folketingskandidat i Maribokredsen, udtrådte han af sognerådet. Heller ikke denne gang var dog lykkens gang for Jensen-Onsted.

## Trafikminister
Imidlertid havde begivenhederne i 1905 og ikke mindst Alberti-skandalen i 1908 ramt Venstrereformpartiet så hårdt, at De Radikale kunne profitere på det. I 1909 dannede partiet regering med Carl Theodor Zahle som konseilspræsident.
Jensen-Onsted vendte nu tilbage til landspolitik og blev 28. oktober 1909 trafikminister (Minister for offentlige Arbejder) i den ny regering. Han fik dog kun 97 dage i ministeriet, førend han måtte træde tilbage 2. februar 1910. Årsagen var, at han på et politisk møde ved valgkampen op til valget den 20. maj 1910 havde fornærmet nogle officerer, idet han havde sagt, at officererne kun havde bakket op om Forsvarsforliget 1909 på grund af de lønforhøjelser, det stillede dem i udsigt.
P. Munch beretter i sine erindringer derom:
| Citat | "En besværlig Sag havde vi, som stod i Forbindelse med Militærspørgsmaalet. Trafikminister Jensen, Onsted, fremsatte ved et Møde i Randers nogle Udtalelser, der ansaas for fornærmelige for Officererne. Der kom hæftigt Røre blandt disse. General Gørtz tog Sagen op med megen Bitterhed. Jensen, Onsted synes ikke at have haft Blik for, at Udtalelser som ikke ville have interesseret meget, hvis han ikke havde været Minister, nu kunde føles som en Krænkelse. Han gik ikke til Zahle med Sagen, men forhandlede den til at begynde med med Forsvarsministeren og Officererne. Han kom derved ind i saa megen Uklarhed, at Zahle og han, efter at Zahle var blevet bekendt med Sagen, blev enige om, at det var bedst, at han traadte tilbage. Det skete i Begyndelsen af Februar. Det gav Anledning til hæftig Polemik i Oppositionspressen, og i vore Kredse følte man sig ret trykket derved." | Citat |
|       | |       |

Den radikale politiker og forsvarsminister Christopher Krabbe var mere venligt stemt over for militæret, og han var medvirkende til kravet om Jensen-Onsteds afgang som minister.

## Senere liv
Jensen-Onsted fik ikke senere tilbudt en ministerpost. I 1912 solgte Jensen-Onsted Onstedgaard, og han flyttede med sin familie til Tranbjerg, hvor han på baggrund af sin erhvervserfaring fra USA etablerede en fortinningsanstalt. Virksomheden og bopælen har adressen Tranbjerg Hovedgade 62.
Også i sin nye hjemstavn kom Jens Jørgen Jensen i sognerådet, nu for Holme-Tranbjerg i årene 1917-18 og var også her formand i noget af tiden. Han higede dog efter at vende tilbage til Rigsdagen, og efter et par forgæves opstillinger til valg i 1913 og 1914 vendte han ved valget i 1918 tilbage til Folketinget på et tillægsmandat i Vinderupkredsen ved Skive. Kredsen var en radikal højborg. På tinge blev han politisk ordfører for Det Radikale Venstre.
Blandt Jensens hjertesager var en reform af fattiglovgivningen, som dog først blev til virkelighed i 1933 under socialdemokraten K.K. Steincke. I 1920 røg han atter ud af tinget, og selvom han stillede op i ved valgene 1924, 1926 og 1929, kom han ikke tilbage i landspolitik.
I 1923 flyttede han til Torrild, hvor han døde ti år senere og blev begravet på Torrild Kirkegård. Han havde ingen børn, men ægteparret adopterede en dreng ved navn Thorvald.
Jens Jørgen Jensen-Onsted modtog i 1903 Fortjenstmedaljen i guld. I 1904 deltog han i etableringen af mejeriet i Ny Solbjerg, og han var mejeriets første bestyrelsesformand indtil 1908.